# Кокстокский инцидент
Кокстокский Инцидент (англ. Cockstock incident) — стычка между коренными народами и поселенцами в долине Уилламетт. Он начался как спор между Кокстоком, коренным жителем-индейцем, и Джеймсом Д. Соулсом, свободным чернокожим поселенцем. 4 марта 1844 года между группой Кокстока и поселенцами вспыхнул конфликт, в результате которого Коксток и двое белых поселенцев погибли. Это событие было названо «самым значительным проявлением насилия» в Орегонской стране между коренными народами и поселенцами до войны с кайюсами.
После случившегося насилия белые поселенцы опасались, что чернокожие поселенцы могут оскорбить местных коренных жителей настолько, что это спровоцирует восстание. Инцидент в Кокстоке повлиял на принятие в 1844 году закона об исключении чернокожих, который запрещал чернокожим поселенцам жить в Орегонской стране. Историк Томас Макклинток писал, что связь между инцидентом в Кокстоке и законом об исключении «не вызывает сомнений».

## Предыстория
Коксток был молала, человеком, который жил в Орегонской стране в первой половине XIX века. Его родственник был выпорот индейским агентом Элайджей Уайтом после того, как ворвался в миссионерский дом Уоскопам миссионера Генри К. У. Перкинса. Этот инцидент расстроил Кокстока. Он начал выступать против законов Элайджи Уайта по вопросам уголовного правосудия и землевладения, которые навязывались коренным народам.
В 1843 году Коксток работал на ферме Уинслоу Андерсона, свободного чернокожего поселенца. В качестве оплаты за труд Кокстоку была обещана лошадь. Однако к концу срока контракта Андерсон продал лошадь другому чернокожему поселенцу, Джеймсу Д. Соулсу. Это разозлило Кокстока, который забрал лошадь и стал угрожать обоим мужчинам.
17 февраля 1844 года Уайт получил письмо от Соулса. Он писал, что опасается за свою жизнь, и утверждал, что Коксток преследовал поселенцев и «недавно убил нескольких индейцев». На следующий день Уайт и небольшая группа поселенцев попытались найти Кокстока в окрестностях водопада Уилламетт, но он ускользнул от них. В результате Уайт выдал ордер на его арест за 100 долларов.
Архиепископ Франсуа Н. Бланше записал альтернативную версию, рассказанную местными жителями, в которой говорилось об одном убийстве. Жертвой был крещеный мужчина из племени клик-ата, который жил на реке Клакамас. Он плохо обращался с двумя рабами-туземцами, которые в конце концов убили своего мучителя. После этого рабы сбежали на родину.

## Инцидент
4 марта 1844 года Коксток вернулся в Орегон-Сити с несколькими мужчинами. Он спросил, почему поселенцы пытались его схватить. Толпа поселенцев начала формироваться. Наблюдая за происходящим, один из работников Джона Маклафлина, как сообщается, воскликнул: «Этот индеец — хороший человек, не трогайте его; если вы это сделаете, то пожалеете!».
Попыткой захватить Кокстока руководил представитель законодательного собрания штата Орегон Джордж ЛеБретон. Некоторые из собравшихся поселенцев хотели «пристрелить его любой ценой». В завязавшейся схватке Андерсон убил Кокстока, ударив его винтовкой по голове. Два белых поселенца, ЛеБретон и Стерлинг Роджерс, погибли от ран, полученных в бою.

## Последствия
Через три дня после конфликта преподобный Модест Демерс описал настроения поселенцев в долине Уилламетт тогдашнему генеральному викарию Бланше:

Поселенцы, кажется, признают, что поторопились в этом злополучном деле; но злополучное дело закончено; это настоящее убийство, основанное на крайне опрометчивом и неоправданном поступке бедного Ле Бретона, который дорого заплатит за свое отступничество и преступление.
Оригинальный текст (англ.)
The settlers seem to acknowledge they have been too quick, in this unfortunate affair; but the unlucky deed is over; it is a true murder; based upon the extremely rash and unjustifiable action of poor Le Breton who will pay dear for his apostasy and crime.

— Модест Демерс
Многие белые поселенцы опасались возмездия, и в ответ на это 23 марта 1844 года были организованы Орегонские рейнджеры. Вдова Кокстока была васко, и её родственники были возмущены его смертью. Они утверждали, что он отправился в Орегон-Сити не с намерением причинить вред. Более 70 васко прибыли и потребовали компенсации. Мир между поселенцами и коренными жителями поддерживал Уайт, который предложил вдове «два одеяла, платье и платок».
1 мая 1844 года Уайт написал военному министру Соединённых Штатов Джеймсу Мэдисону Портеру, сославшись на инцидент в Кокстоке, и упомянул Соулса:

Соулс остается в этом районе со своей женой-индианкой и семьей, ведя себя пока тихо, но, несомненно, должен быть перевезен вместе со всеми другими неграми, поскольку в нашем положении они опасные субъекты. Пока у нас не появятся дополнительные средства защиты, их иммиграция должна быть запрещена. Можно ли это сделать?
Оригинальный текст (англ.)
Saules remains in that vicinity with his Indian wife and family, conducting behaving, as yet, in a quiet manner, but doubtless ought to be transported, together with every other negro, being in our condition dangerous subjects. Until we have some further means of protection their immigration ought to be prohibited. Can this be done?

— Уайт

### Закон об исключении 1844 года
В конце июля 1844 года Питер Бернетт представил в Законодательное собрание Временного правительства Орегона законопроект о «предотвращении рабства в Орегоне». Он запрещал как рабство чернокожих, так и проживание в Орегоне любых «свободных негров» и мулатов. Все чернокожие, отказавшиеся покинуть Орегон, должны были получить несколько ударов плетью и быть принудительно депортированы. Законодательное собрание приняло законопроект, хотя в декабре была принята поправка, отменяющая телесные наказания. Вместо этого чернокожих должны были вернуть в рабство, чтобы они работали на белых поселенцев, а затем в конечном итоге их должны были депортировать на восток, в Соединённые Штаты. Поскольку Временное правительство располагалось в долине Уилламетт, его власть не распространялась на север от реки Колумбия. Чернокожие и люди смешанной расы, такие как Соулс и Джордж Буш, впоследствии поселились в современном штате Вашингтон.

### Статьи
- Davis, Lenwood G. (1972). Sources for History of Blacks in Oregon. Oregon Historical Quarterly. 73 (3). Portland: Oregon Historical Society: 196–211. ISSN 0030-4727. JSTOR 20613303.
- McClintock, Thomas C. (1995). James Saules, Peter Burnett, and the Oregon Black Exclusion Law of June 1844. The Pacific Northwest Quarterly. 86 (3): 121–130. ISSN 0030-8803. JSTOR 40491550.
- Taylor, Quintard (1982). Slaves and Free Men: Blacks in the Oregon Country, 1840–1860. Oregon Historical Quarterly. 83 (2): 153–170. ISSN 0030-4727. JSTOR 20613841.

### Книги
- Allen, A. J. Ten Years in Oregon. — Ithaca, NY : Mack, Andrus, & Co., 1848. — P. 230–237.
- Blanchet, François N. Historical Sketches of the Catholic Church in Oregon During the Past Forty Years. — Portland, 1878.
- Brown, J. Henry. Brown's Political History of Oregon: Provisional Government. — Portland : Wiley B. Allen, 1892.
- Carey, Charles Henry. History of Oregon. — University of Virginia Digitization. — Pioneer Historical Publishing Company, 1922.
- Grover, La Fayette. The Oregon Archives. — Salem : Asahel Bush, 1853.
- Ruby, Robert H. Indians of the Pacific Northwest: A History / Robert H. Ruby, John A. Jr. Brown. — 1st. — Norman : University of Oklahoma Press, 1988. — ISBN 9780806121130.

### Газеты
- Hendricks, R. J., ed. (31 декабря 1929). Bits for Breakfast. Statesman Journal. Salem. p. 4.
- Jackson, Sam, ed. (11 ноября 1920). Olden Oregon. The Oregon Daily Journal. Vol. 19, no. 211. Portland. p. 10.
- Lockley, Fred (9 октября 1914). Jackson, Sam (ed.). In Earlier Days. The Oregon Daily Journal. Vol. 13, no. 181. Portland. p. 6. Дата обращения: 25 апреля 2025.

### Веб-сайты
- Coleman, Kenneth R. Cockstock Incident. The Oregon Encyclopedia. Oregon Historical Society (2020). Дата обращения: 25 апреля 2025. Архивировано 28 сентября 2020 года.
- Jette, Melinda. The Cockstock Incident. The Oregon History Project. Oregon Historical Society (2004). Дата обращения: 25 апреля 2025. Архивировано 7 марта 2021 года.
- Nokes, R. Gregory. Dangerous Subjects (англ.). Oregon Humanities (2013). Дата обращения: 25 апреля 2025.